# قانون التعمية
قانون التعمية (بالإنجليزية: Cryptography Law)‏ التعمية هو ممارسة ودراسة تعمية المعلومات، أو بعبارة أخرى، تأمين المعلومات من الوصول غير المصرح به. هناك العديد من قوانين التعمية المختلفة في دول مختلفة. تحظر بعض البلدان تصدير برامج التعمية أو  خوارزميات التعمية أو طرق استخراج المعمى. في بعض البلدان، يلزم الحصول على ترخيص لاستخدام برامج التعمية، وهناك عدد قليل من البلدان تمنع المواطنين من تعمية اتصالاتهم عبر الإنترنت. تتطلب بعض البلدان مفاتيح فك التعمية لتكون قابلة للاسترداد في حالة تحقيق الشرطة.

## نظرة عامة
تنقسم المسائل المتعلقة بقانون التعمية إلى أربع فئات:
- مراقبة التصدير : وهي قيود على تصدير طرق التعمية داخل البلد إلى بلدان أخرى أو كيانات تجارية. هناك اتفاقيات دولية لمراقبة الصادرات ، أهمها اتفاقية واسينار (Wassenaar Arrangement)  
,تم إنشاء اتفاقية واسينار بعد حل (لجنة التنسيق لضوابط التصدير متعددة الأطراف) COCOM
- ضوابط الاستيراد : وهي القيود المفروضة على استخدام أنواع معينة من التعمية داخل البلد.
- قضايا براءات الاختراع التي تتعامل مع استخدام أدوات التعمية الحاصلة على براءة اختراع.
- مشاكل البحث والحجز  حول ما إذا كانت الظروف يمكن أن تُجبر الشخص على فك تعمية ملفات البيانات أو الكشف عن مفتاح التعمية.

## قانون التعمية في بلدان مختلفة

### فرنسا
اعتبارًا من عام 2011 ، ومنذ عام 2004 ، حرّر قانون الثقة في الاقتصاد الرقمي (LCEN) في الغالب استخدام التعمية.
طالما أن التعمية تُستخدم فقط لأغراض المصادقة والتكامل ، فيمكن استخدامه بحرية. لا يهم مفتاح التعمية أو جنسية الكيانات المشاركة في المعاملة. تقع مواقع الأعمال الإلكترونية النموذجية تحت هذا النظام الليبرالي.
يجب الإعلان عن تصدير واستيراد أدوات التعمية إلى أو من دول أجنبية (عندما تكون الدولة الأخرى عضوًا في الاتحاد الأوروبي) أو تتطلب صراحة
إذن (للبلدان خارج الاتحاد الأوروبي).

### الولايات المتحدة الأمريكية
في الولايات المتحدة ، يقيد تنظيم الاتجار الدولي بالأسلحة تصدير التعمية